# Campionat britànic de trial 1975
La temporada de 1975 del Campionat britànic de trial fou la 26a edició d'aquest campionat, organitzat per l'ACU.

## Classificació final
| Posició | Pilot            | Motocicleta | Punts |
| ------- | ---------------- | ----------- | ----- |
| 1       | Malcolm Rathmell | Montesa     | 126   |
| 2       | Martin Lampkin   | Bultaco     | 91    |
| 3       | Mick Andrews     | Yamaha      | 71    |
| 4       | Rob Shepherd     | Montesa     | 59    |
| 5       | Nigel Birkett    | Suzuki      | 44    |
| 6       | Dave Thorpe      | Bultaco     | 43    |
| 7       | Chris Milner     | Bultaco     | 29    |
| 8       | Alan Lampkin     | Bultaco     | 29    |
| 9       | S. Wilson        | Bultaco     | 19    |
| 10      | Geoff Chandler   | OSSA        | 17    |